# José Fernando Salazar
José Fernando Salazar Olano (Medellín, Antioquia, Colombia; 13 de enero de 1971) es un exfutbolista y dirigente deportivo colombiano. Ocupó la posición de defensa central en su país. En junio de 2008 junto a su grupo familiar incursionó como directivo, en la Ciudad de Itagui, donde creó un proyecto exitoso con Semilleros de Fútbol para niños, y jóvenes Antioqueños, ligado  al Equipo de Fútbol Águilas Doradas. Entre los equipos en los que jugó se encuentra Millonarios, el Cúcuta Deportivo, el Deportivo Pereira, y el Atlético Bucaramanga.

## Trayectoria[2]
- Datos:
  - José Fernando jugaba para una escuela filial de Millonarios en su natal Medellín y en una ocasión fue observado por Chiqui García quien lo lleva a Bogotá promoviéndolo al equipo profesional y posteriormente haciéndolo debutar en abril de  1989 frente al Deportes Tolima con resultado 1-0 a favor de Millonarios.
  - Luego pasó por el Cúcuta Deportivo, Envigado FC, Lanceros Boyacá, Deportivo Pereira, Atlético Bucaramanga Y Deportivo Rionegro.
  - Se retiró por causas médicas en 1997, tras haber pasado por  seis equipos del FPC.
  - Paralelamente a su actividad como jugador José Fernando estudió las carreras de Ingeniería de Petróleos y luego Ingeniería Civil en la Universidad Nacional y Politécnico Colombiano Jaime Isaza Cadavid respectivamente. Aunque nunca las ejerció ya que tras su retiro como futbolista laboró para EPM como entrenador de los seleccionados de Futbol, para luego dedicarse a la distribución de cerveza al servicio de Cervecería Unión S:A: (Bavaria)  y por más de una década ejercería ese trabajo.
  - En 2008 con su grupo familiar adquirió la ficha del  Bajo Cauca FC, siendo refundado como Itagüí Ditaires (actual Águilas Doradas) Rionegro.

## Clubes

### Como jugador
| Club                 | País       | Año        |
| Inferiores           | Inferiores | Inferiores |
| -------------------- | ---------- | ---------- |
| Millonarios          | Colombia   | 1988       |
| Profesional          |            |            |
| Millonarios          | Colombia   | 1989-1990  |
| Cúcuta Deportivo     | Colombia   | 1990-1991  |
| Envigado FC          | Colombia   | 1992       |
| Deportivo Pereira    | Colombia   | 1992-1993  |
| Lanceros Boyacá      | Colombia   | 1994-1995  |
| Atlético Bucaramanga | Colombia   | 1995-1996  |
| Deportivo Rionegro   | Colombia   | 1996-1997  |

### Como dirigente (máximo accionista)
| Equipo                     | Temporada                                                  | Liga | Liga | Liga | Liga | Liga |     | Copa | Copa | Copa | Copa | Copa |    | Internacional | Internacional | Internacional | Internacional | Internacional |    | Otros | Otros | Otros | Otros | Otros |     | Totales | Totales | Totales | Totales | Totales | Totales | Totales | Totales |
| Equipo                     | Temporada                                                  | PJ   | PG   | PE   | PP   | Pos. | PJ  | PG   | PE   | PP   | Pos. | PJ   | PG | PE            | PP            | Pos.          | PJ            | PG            | PE | PP    | Pos.  | PJ    | PG    | PE    | PP  | %       |         |         |         |         |         |         |         |
| -------------------------- | ---------------------------------------------------------- | ---- | ---- | ---- | ---- | ---- | --- | ---- | ---- | ---- | ---- | ---- | -- | ------------- | ------------- | ------------- | ------------- | ------------- | -- | ----- | ----- | ----- | ----- | ----- | --- | ------- | ------- | ------- | ------- | ------- | ------- | ------- | ------- |
| Águilas Doradas · Colombia | F-2008                                                     | 18   | 6    | 7    | 5    | 15º  | 3   | 0    | 0    | 3    | 30º  | ―    | ―  | ―             | ―             | ―             | ―             | ―             | ―  | ―     | ―     | 21    | 6     | 7     | 8   | 39.68%  |         |         |         |         |         |         |         |
| Águilas Doradas · Colombia | 2009                                                       | 50   | 23   | 16   | 11   | 2º   | 10  | 4    | 1    | 5    | 19º  | ―    | ―  | ―             | ―             | ―             | ―             | ―             | ―  | ―     | ―     | 60    | 27    | 17    | 16  | 54.44%  |         |         |         |         |         |         |         |
| Águilas Doradas · Colombia | Estadística consolidada en los años 00's.                  | 68   | 29   | 23   | 16   | -    | 13  | 4    | 1    | 8    | -    | 0    | 0  | 0             | 0             | -             | 0             | 0             | 0  | 0     | -     | 71    | 23    | 24    | 24  | 43.66%  |         |         |         |         |         |         |         |
| Águilas Doradas · Colombia | 2010                                                       | 44   | 27   | 9    | 8    | 1º   | 18  | 9    | 2    | 7    | 2º   | ―    | ―  | ―             | ―             | ―             | ―             | ―             | ―  | ―     | ―     | 62    | 36    | 11    | 15  | 63.97%  |         |         |         |         |         |         |         |
| Águilas Doradas · Colombia | 2011                                                       | 38   | 14   | 12   | 12   | 9º   | 12  | 6    | 2    | 4    | 11º  | ―    | ―  | ―             | ―             | ―             | ―             | ―             | ―  | ―     | ―     | 50    | 20    | 14    | 16  | 49.33%  |         |         |         |         |         |         |         |
| Águilas Doradas · Colombia | 2012                                                       | 48   | 19   | 15   | 14   | 4º   | 12  | 5    | 4    | 3    | 12º  | ―    | ―  | ―             | ―             | ―             | ―             | ―             | ―  | ―     | ―     | 60    | 24    | 19    | 17  | 50.56%  |         |         |         |         |         |         |         |
| Águilas Doradas · Colombia | 2013                                                       | 48   | 20   | 10   | 18   | 5º   | 10  | 4    | 2    | 4    | 21º  | 8    | 6  | 1             | 1             |               | ―             | ―             | ―  | ―     | ―     | 66    | 30    | 13    | 23  | 52.02%  |         |         |         |         |         |         |         |
| Águilas Doradas · Colombia | 2014                                                       | 44   | 18   | 11   | 15   | 4º   | 10  | 1    | 5    | 4    | 29º  | 2    | 0  | 1             | 1             |               | ―             | ―             | ―  | ―     | ―     | 56    | 19    | 17    | 20  | 44.05%  |         |         |         |         |         |         |         |
| Águilas Doradas · Colombia | 2015                                                       | 40   | 13   | 15   | 12   | 12º  | 2   | 0    | 0    | 2    | 16º  | 4    | 1  | 2             | 1             |               | ―             | ―             | ―  | ―     | ―     | 46    | 14    | 17    | 15  | 42.75%  |         |         |         |         |         |         |         |
| Águilas Doradas · Colombia | 2016                                                       | 42   | 17   | 11   | 14   | 9º   | 6   | 0    | 1    | 5    | 35º  | ―    | ―  | ―             | ―             | ―             | ―             | ―             | ―  | ―     | ―     | 48    | 17    | 12    | 19  | 43.75%  |         |         |         |         |         |         |         |
| Águilas Doradas · Colombia | 2017                                                       | 40   | 8    | 15   | 17   | 20º  | 8   | 3    | 4    | 1    | 12º  | 2    | 0  | 1             | 1             |               | ―             | ―             | ―  | ―     | ―     | 50    | 11    | 20    | 19  | 35.33%  |         |         |         |         |         |         |         |
| Águilas Doradas · Colombia | 2018                                                       | 42   | 16   | 14   | 12   | 7º   | 2   | 0    | 1    | 1    | 24º  | ―    | ―  | ―             | ―             | ―             | ―             | ―             | ―  | ―     | ―     | 44    | 16    | 15    | 13  | 47.72%  |         |         |         |         |         |         |         |
| Águilas Doradas · Colombia | 2019                                                       | 40   | 9    | 15   | 16   | 18º  | 2   | 0    | 1    | 1    | 16º  | 4    | 1  | 2             | 1             |               | ―             | ―             | ―  | ―     | ―     | 46    | 10    | 18    | 18  | 34.78%  |         |         |         |         |         |         |         |
| Águilas Doradas · Colombia | Estadística consolidada en la primera década del siglo XX. | 426  | 161  | 127  | 138  | -    | 82  | 28   | 22   | 32   | -    | 20   | 8  | 7             | 5             | -             | 0             | 0             | 0  | 0     | -     | 528   | 197   | 156   | 175 | 47.16%  |         |         |         |         |         |         |         |
| Águilas Doradas · Colombia | 2020                                                       | 23   | 9    | 9    | 5    | 9º   | 3   | 2    | 1    | 0    | 10º  | ―    | ―  | ―             | ―             | ―             | ―             | ―             | ―  | ―     | ―     | 26    | 11    | 10    | 5   | 55.13%  |         |         |         |         |         |         |         |
| Águilas Doradas · Colombia | 2021                                                       | 38   | 9    | 12   | 17   | 15º  | 2   | 0    | 1    | 1    | 16º  | ―    | ―  | ―             | ―             | ―             | ―             | ―             | ―  | ―     | ―     | 40    | 9     | 13    | 18  | 33.33%  |         |         |         |         |         |         |         |
| Águilas Doradas · Colombia | 2022                                                       | 46   | 18   | 14   | 14   | 8º   | 2   | 1    | 0    | 1    | 19º  | ―    | ―  | ―             | ―             | ―             | ―             | ―             | ―  | ―     | ―     | 48    | 19    | 14    | 15  | 49.3%   |         |         |         |         |         |         |         |
| Águilas Doradas · Colombia | 2023                                                       | 52   | 25   | 18   | 9    | 1º   | 4   | 1    | 0    | 3    | -    | 1    | 0  | 0             | 1             | -             | ―             | ―             | ―  | ―     | ―     | 57    | 26    | 18    | 13  | 56.14%  |         |         |         |         |         |         |         |
| Águilas Doradas · Colombia | Estadística consolidada en los años 20.                    | 152  | 58   | 51   | 43   | -    | 11  | 4    | 2    | 5    | -    | 1    | 0  | 0             | 1             | -             | 0             | 0             | 0  | 0     | -     | 164   | 62    | 53    | 49  | 48.57%  |         |         |         |         |         |         |         |
| Consolidado Total          | Consolidado Total                                          | 646  | 248  | 201  | 197  | -    | 106 | 36   | 25   | 45   | -    | 21   | 8  | 7             | 6             | -             | 0             | 0             | 0  | 0     | -     | 733   | 292   | 233   | 248 | 50.44%  |         |         |         |         |         |         |         |
| 1. 2. 3. 4.                |                                                            |      |      |      |      |      |     |      |      |      |      |      |    |               |               |               |               |               |    |       |       |       |       |       |     |         |         |         |         |         |         |         |         |

## Polémicas
Como dirigente deportivo Salazar ha tenido varias controversias:
En 2021 fue acusado de actos racistas en contra del jugador Iván "el bebé" Rivas, al haberlo llamando "Simio" desde la tribuna, a lo cual Salazar respondió con una denuncia ante la Fiscalía general de Colombia por injuria y calumnia. 
En 2022 ingreso en medio de un partido hasta la cabina de los árbitros que estaban manejando el VAR con reclamos airados acerca del resultado del juego, y por lo cual fue sancionado por la comisión de disciplina de la Dimayor.
A finales de 2022 fue acusado por el jugador Andrés Cadavid de haber amenazado junto con su escolta con una pistola a los jugadores del Independiente Medellín tras finalizar un partido, dias después Cadavid se retractó públicamente.